# Pomplamoose
Pomplamoose — калифорнийский музыкальный дуэт в стиле инди-джаз-фьюжн, образованный летом 2008 года супружеской парой— вокалисткой Натали Доун Кнутсен (англ. Natalie Dawn Knutsen) и мультиинструменталистом Джеком Конте (англ. Jack Conte). За 2009 год дуэтом продано более 100 тыс. песен в интернет-магазинах. Группа известна своими вирусными видео на Youtube и каверами на известные песни.
Название группы происходит от фр. pamplemousse et pomélo (грейпфрут). Творчество представлено в основном на YouTube, MySpace и iTunes. На июнь 2014 года количество подписчиков канала дуэта на YouTube превысило 420 тыс., результат во многом связан с показом их видео «Hail Mary» на главной странице видеохостинга.
Конте в интервью отмечал, что дуэт избрал манеру исполнения «без показухи» (англ. glitz-free), подразумевающую естественное звучание инструментов и голоса, без избыточного применения техник сглаживания и шумоподавления, использование в видеоматериалах естественных эпизодов исполнения (без фонограмм), а также демонстрацию всех элементов звукоизвлечения («если вы что-то слышите, то обязательно это увидите» — так называемый формат видеопесни).
В апреле 2010 года исполненная дуэтом кавер-версия песни «Mr. Sandman» (впервые спетой женским квартетом The Chordettes в 1950-е годы) была использована в рекламе седана Toyota Avalon
В 2016 пара объявила о помолвке и поженилась.

## Дискография
Альбомы

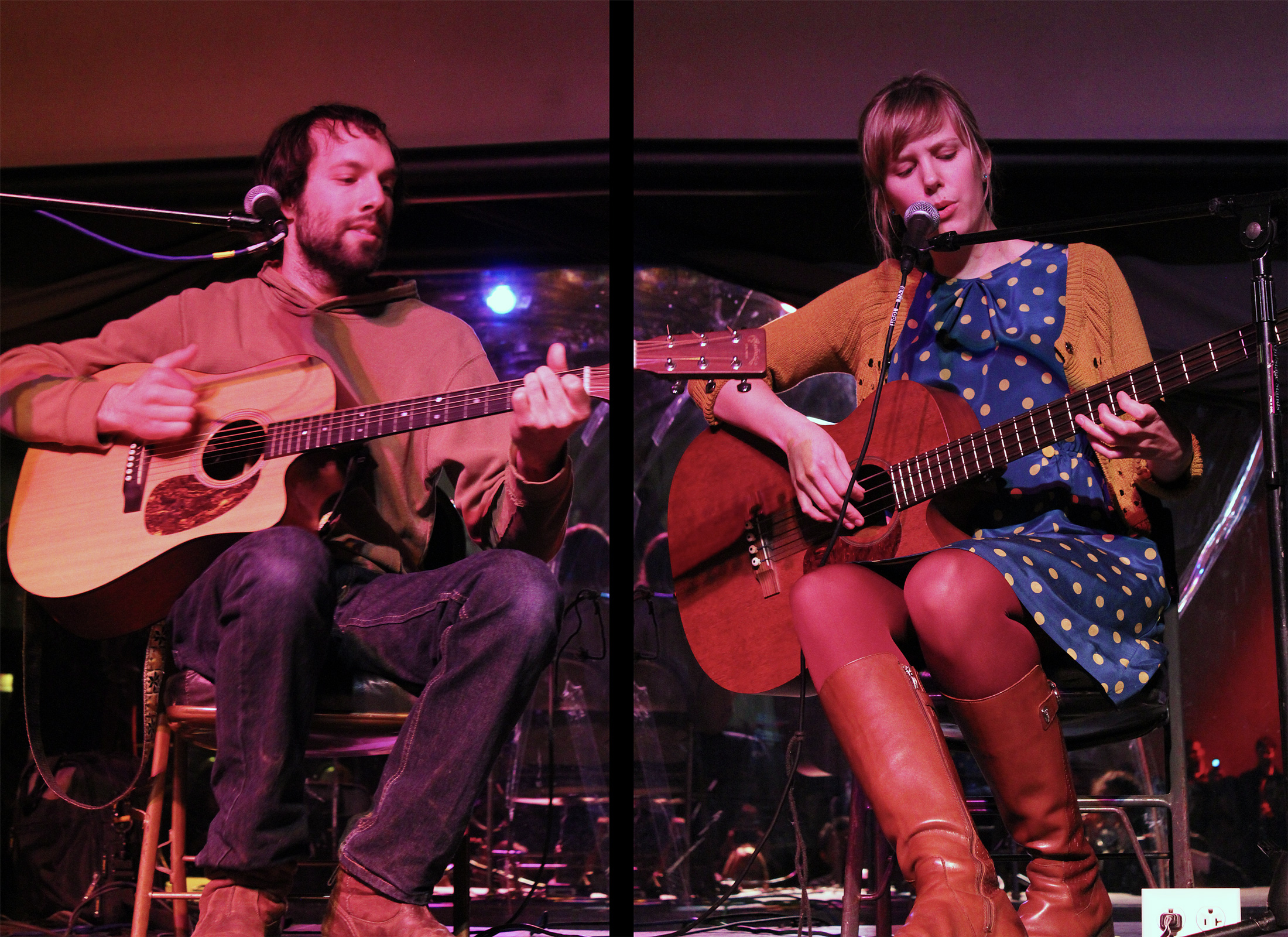
Выступление Pomplamoose в Сан-Франциско (2011)

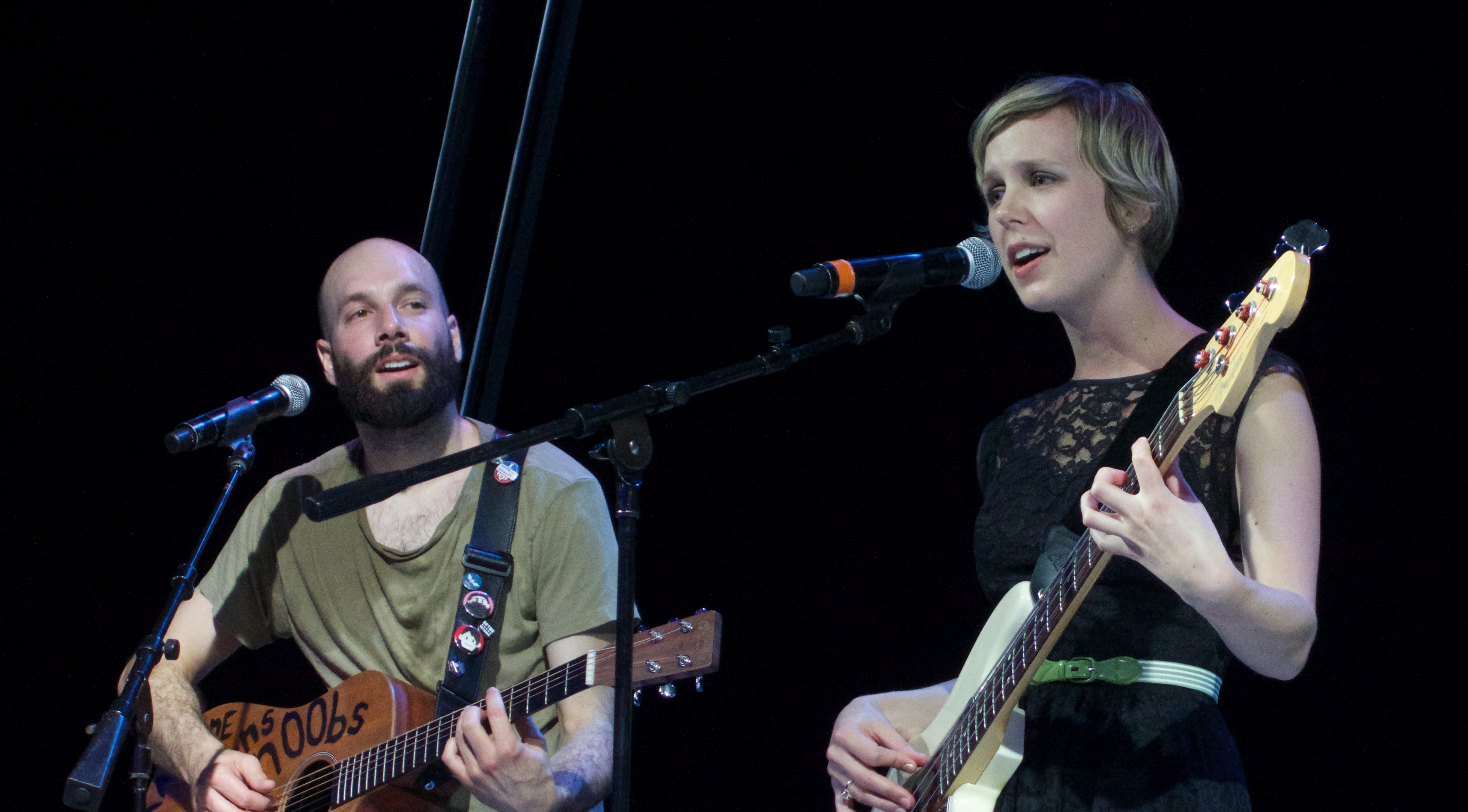
Pomplamoose в 2014 году

- Pomplamoose VideoSongs (11 марта 2009, ShadowTree Music, распространение через интернет):
  1. «Pas Encore»
  2. «Hail Mary»
  3. «Be Still»
  4. «Centrifuge»
  5. «Beat the Horse»
  6. «Twice as Nice»
  7. «Little Things»
  8. «Expiration Date»
- Tribute To Famous People (15 марта 2010, ShadowTree Music, распространение через интернет):
  1. «My Favorite Things»
  2. «La Vie en Rose»
  3. «Nature Boy»
  4. «Single Ladies (Put a Ring on It)»
  5. «September»
  6. «Mister Sandman» (вместе с Ryan Lerman)
  7. «Beat It»
  8. «Makin' Out»
  9. «I Don't Want to Miss a Thing»
  10. «Telephone»
- 3 New Songs Woot! (19 января 2010, ShadowTree Music, распространение через интернет):
  1. «If You Think You Need Some Lovin»
  2. «Another Day»
  3. «I Don’t Know»
- Pomplamoose Christmas (2010, ShadownTree Music, распространение через интернет):
  1. «Up on the House Top»
  2. «Jingle Bells»
  3. «Deck The Halls»
  4. «Dance of the Sugar Plum Fairy»
  5. «Always In The Season»

Синглы
- «Jungle Animal» (вместе с Allee Willis, 2010)